# 고대의 과학
이 문서는 고대 과학의 역사에 대해서 설명한다. 

## 오리엔트

### 메소포타미아
오리엔트 최초의 농경민으로 정착한 것은 이란고원에서 메소포타미아의 주변으로 내려온 사람들이었을 것이라고 생각하고 있다. 그것을 다시 도시문명으로까지 발달시킨 것은 수메르인이었다. 전승(傳承) 및 고고학적 연구에 따르면 그들은 티그리스·유프라테스 두 강의 하구지대에 울루크를 비롯한 몇 개의 도시를 건설, 신전(성당)을 중심으로한 도시 생활을 시작하였다. 그들의 제1의 공헌은 문자를 안출하여 사용하는 데 이른 일이다. 문자에 관한 초기의 유물로서는, 울루크의 에안나 신전 빈터에서 발굴된 약 2000개의 기호가 있는데, 이들은 아직 그림문자의 잔영(殘影)을 남기고 있다. 그 후에는 점토판에다 일종의 칼로 조각을 하기에 이르렀고, 도형이 간략화되어 설형문자가 출현하였다. 이 문자체계는 수메르인 뒤에 메소포타미아를 지배한 앗시리아·바빌로니아인에게 계승되고, 이로써 다량의 기록이 후세에 남겨졌다. 수메르인은 많은 건조물을 구축하였지만, 그 중에서도 지구라트로서 알려지고 있는 거대한 신전은 『구약성서』의 바벨탑으로서 후대에 전해졌다. 앗시리아·바빌로니아인은 수메르인 문화의 대부분을 이어받아 발전시켰다. 수메르인의 종교체계에서는 천체(天體)에 대한 신앙이 중심을 차지하고 있었는데, 이것도 거의 그대로 계승되었고, 이와 관련해서 점성술이 성행하였다. 이런 일은 천문학 및 역학(曆學)의 발달을 촉진시켰으리라고 생각된다. 태양·태음(太陰)·행성(行星)의 위치 관측은 수시로 있었고, 그 기록 및 길조(吉兆) 판단의 많은 예가 설형문자의 문서로서 남아 있다. 그리고 거기서 얻은 지식은 역법(曆法)을 확립하기 위하여 활용되었다. 농경과의 관계에서 태음(太陰)의 영허(盈虛)의 주기가 달(月)의 단위가 되었고, 바빌론에서는 1년이 12개의 태음월(太陰月, 360일)로 규정되었으나 이것에서는 6년마다에 1개월의 부족이 생기므로 윤달(閏月)을 도입하여 조절하였다. 점성술사는 신월(新月)이 나오는 때, 즉 매달의 시작을 관측하였다고 한다. 1년이 12로 분할되고, 1일도 12로 나뉘었으며 또한 그 한 단위가 60으로 나뉘었다. 이리하여 시간 계산의 60진법이 생겼는데, 이는 오늘날에도 전해져 있다. 바빌로니아인이 발달시킨 수학의 체계 중에도 60진법이 쓰인 바 있는데, 이는 수메르 기원(起源)이라고 전해지고 있다. 대수(代數)·기하(幾何)의 두 분야에서 수학적 지식은 상당히 발전하였다. 그러나 의학 분야에서는 주술적(呪術的) 요소의 혼입(混入)이 엿보인다.

### 고대 이집트
나일강변에서 번영한 고대 이집트 문화의 어떤 것은 메소포타미아의 흐름을 취한 것으로 생각되고 있다. 예를 들면, 이집트의 상형문자는 인간이나 동식물이나 자연의 모습 등을 그대로 남기고 있어서, 설형문자와는 전혀 별개인 것같이 보이지만, 그 구조는 매우 닮고 있어서, 완전한 독창적인 산물이라고는 생각되지 않는다. 그뿐 아니라 태고 때의 문화교류의 증거가 있으므로, 힌트를 얻어서 만들어진 것으로 생각된다. 그러나, 이집트는 외래의 여러 요소를 그대로 모방한 것이 아니라, 잘 소화하여 독자적인 하나의 큰 문명을 만들어 놓았다. 굉장한 노동력과 대단한 기술적 수준으로 건설된 피라미드나 스핑크스 등의 구축물의 대부분은, 통일왕조가 출현하던 기원 전 2800년경부터 그리 시간이 경과되지 않은 때 만들어진 것이며, 한번 얻어진 수준은 그 후 약 3천년에 걸쳐 그다지 변함도 없이 계속되었다는 것도 놀랄 일이다. 나일강은 '이집트의 보배'라고 한다. 나일강은 고대 이집트인의 생활을 지배하고 있었다. 그러나 나일강은 한해에 한차례 물이 불어 하곡(河谷) 일대에 홍수를 가져오기 때문에 1년의 주기는 예부터 알려져 있었던 듯하다. 역법(曆法)에 대하여 말하면, 기원전 2800년경부터 이미 달력이 사용되고 있었음이 알려져 있지만, 이는 메소포타미아의 경우와 마찬가지로 태양력이 아니고 항성년이었던 것에 유의하여야 하겠다. 규준으로 뽑힌 것은, 나일강의 증수시에 해돋이와 함께 동녘 지평선에 나타나는 소티스성(시리우스)이었다. 그러나 이집트인은 365일을 1년으로 하였으므로 항성년(恒星年, 365.25强)과는 매년 조금씩 처지게 되어 1460년마다 일치하였다. 이것을 소티스주기(週期)라고 하는데, 그 일치는 옛적에는 기원전 4241년과 기원전 2781년에 발생하였으니까 그 중의 어느 때인가에 역법이 채용되었으리라고 생각된다. 이집트인은 성수를 10의 집단으로 나누는 정도의 일은 하고 있었지만, 관측 기록은 남아 있지 않다. 수학에 대하여 말하면, 계산법을 다룬 몇 개의 파피루스류가 남아 있다. 린드 파피루스는 가장 유명한 것인데, 여기에는 각종 문제와 해법(解法)이 기록되어 있다. 여기서는 10진법이 쓰여졌는데 1위, 10위, 100위 등으로 각각 딴 기호가 쓰이고 있다. 전체적으로 가법(加法)원리의 우선(優先)이 인정되어, 현재 승법(乘法)에 의하여 하고 있는 계산도 가법으로 하고 있다. 예를 들면 '25×18'은 위의 표와 같이 하고 있다. 즉 25를 2개로 한 것이 50, 16을 더한 것은 400, 따라서 50과 400을 더해 450이라는 계산법을 보이고 있다. 그 밖에 분수 계산은 대체로 진보되어 있다. 또 원주율은 256／81(약 3.16)이라는 정밀도가 높은 수치(數値)를 알고 있었다. 의학 분야에서는 다소 고도로 발달하고 있었다고 생각된다. 고대 이집트에서는 사후의 세계에 대한 신앙이 있었으므로, 육체를 보존하기 위한 미라 제작의 기술이 발달하였다. 따라서 체내 여러 기관에 관한 지식이 풍부했었다. 의학에 관한 많은 파피루스도 전해지고 있다. 외과수술을 다룬 에드윈 스미스 파피루스, 47종 정도의 질병을 다룬 에버스 파피루스 등이 그 주요한 것이다.

### 고대 지중해 세계
오리엔트 및 그 주변에는 상기한 2대 문명권(圈) 외에도 꽤 많은 민족이 있었으며, 각각 많건 적건 독자적인 문화를 갖고 있었다. 가령, 소아시아에는 옛날부터 여러 민족이 있었지만 후에 정착한 인도유럽어족(語族)인 히티(히타이트)인은 강대한 제국(帝國)을 형성하여 이집트의 왕조에 대항하였다. 그 강대해진 원인의 하나로는 소아시아에서 나는 철을 풍부하게 사용하였음을 들 수 있다. 또 지중해 동해안 지대를 근거지로 하여 지중해 연안 각지에 식민지 활동을 한 페니키아인은 이집트 문자 체계의 영향하에 기원전 1700년경에 동지중해안의 비블로스 근방에서 알파벳 문자를 만들어냈다. 이것이 그리스인에게 전해지고 모음 표기법이 추가되어서 오늘날의 각종 알파벳 문자 체계의 기초가 되었음은 잘 알려져 있다.

## 고대 그리스
기원전 7세기경, 그리스의 식민지 이오니아 지방에 최초의 '자연과학자'라고 불리는 사람들이 등장했다. 첫째, 밀레토스의 탈레스, 그에 계속되는 아낙시만드로스, 아낙시메네스, 헤라클레이토스 등이다. 그들은 자연을 신의 속박으로부터 해방하고, 만물을 '아르케(原質, 물질의 의미에서의 근원)'로부터 체계적으로 논하려고 시도하였다. 자기의 체험, 경험적 지식 또는 생활 기술 등으로부터 원질을 설정하고, 이에 의해서 만물의 생성소멸(消滅)과 우주의 창생(創生)과 자연의 불변성과 변화성을 통일적으로 파악하고자 하였던 것이다. 탈레스는 물, 아낙시만드로스는 무한한 것(토 아페이론), 아낙시메네스는 공기 아이레, 그리고 헤라클레이토스는 불을 택하였다. 페르시아의 침입으로 이오니아의 식민도시가 쇠퇴하였지만, 그 자연학은 남이탈리아의 피타고라스 학파에 계승되었다. 피타고라스를 시조로 하는 이 종교적 교단(敎團)은 물·공기와 같은 구체적인 것이 아닌 '수(數)'를 가지고 만물의 근원으로 삼았으며, 그 조화성(調和性)을 강조하였다. 수와 수의 조화의 중시는 자연의 도처에 있는 수학적인 관계의 파악으로 이끌었고, 그것을 찾기 위한 실험적 성격을 이 학파에게 주었다. 이로써 피타고라스학파는 결실 많은 업적을 올렸다. 한편, 관찰·실험이라고 하는 감성(感性)에 의한 진리의 발견법을 부정하고, 순수하게 이성에 의해서만 진리를 포착할 수 있다고 하는 엘레아학파가 나타났다. 일체의 변화의 실재성(實在性)을 부정한 이 학파는 파르메니데스에 의하여 창시되고, 제논의 교묘한 패러독스에 의해서 변화·운동·연속 등의 개념의 재검토를 하지 않을 수 없게 되었다. 엘레아학파의 출현으로 위기에 빠진 이오니아의 학문이 지니는 유물적·반(反) 종교적·과학적인 태도는 아낙사고라스의 스페르마타(씨앗)와 누스(nous)를 거쳐, 데모크리토스의 원자론으로서 꽃피었다. 그의 원자론은 분할 불가능·불가입적(不可入的)인 입자(粒子, 原子)와 허공(虛空, 眞空)을 설정함으로써 그리스 과학의 하나의 정점을 보여줬다. 그러나 사고(思考)의 산물이었던 원자론은 실험이나 실험기구(器具), 계산 같은 것은 없고, 더욱이 펠로폰네소스 전쟁에 의한 인심의 황폐 등으로 아테네에서는 받아들여지지 않았으며, 도리어 영혼의 철학을 말하는 반(反) 원자론적인 소크라테스(Socrates, BC 470／69-BC 399), 플라톤(Platon, BC 427-347) 등의 철학이 주류를 차지하게 되었다. 플라톤이 이데아의 세계만을 진실의 세계라고 규정한 데 대하여 아리스토텔레스는 자연의 변화, 운동을 형상(形相)과의 관계에서 포착, 솔직한 태도로 자연에 접하였다. 자연은 그에 의하여 확실하게 과학적 연구의 대상이 되었다. 아리스토텔레스의 과학적 연구의 업적은 그야말로 그리스 과학을 대표하는 것이었다. 그가 미친 영향은 매우 큰 것이었으며, 물리학에서는 17세기, 생물·화학은 실로 18세기에까지 미치었다. 이오니아 정신의 가장 빛난 것으로서 의학을 빼놓을 수 없다. 신의 힘에 의존하려는 미신 의학, 이론이 선행(先行)하는 철학적 의학에 반대하고 어디까지나 실증적인 의학을 주장한 사람이 히포크라테스였다. 히포크라테스 앞에서는 저 유명한 데모크리토스조차도 빛을 잃었다.

## 중국
고대 중국에서 사용한 죽편은 쉽게 썩기 때문에 기하학에 대해 남겨진 기록이 나무껍질을 사용한 인도처럼 거의 없으나 양측 다 후세의 결과물을 보면 무엇인가 있었으리라 추측된다. 이는 건축물이나 후세에 등장한 수학 서적에서(인도의 경우는 경전) 확인할 수 있다. 고대 중국은 천체 관측법이나 관측 기구 등이 상당히 발달하였는데 정확한 천체 위치의 관측은 천문 계산법의 발전에 큰 역할을 하게 되었으며, 그 결과 고대의 역법이 발전할 수 있었다. 중국문명의 가장 오랜 것으로서 연대가 확실한 것은 BC 1,500년경 황하(黃河)유역의 안양(安陽)에서 통치한 상왕조(商王朝)의 문명이다. 안양의 은허(殷墟) 발굴에 의하면, 이 시대의 중국인은 청동기(靑銅器)를 만들었다. 그리고 화로와 말이 끄는 전차(戰車)를 갖고 있었으며, 서방(西方)에서 재배한 대맥(大麥) 대신에 쌀을 만들고, 아마(亞麻) 대신에 견직(絹織)을 만들었다. 그들은 현대의 표의문자(表意文字)를 초기에는 그림문자의 모양으로 썼으며, 바빌로니아의 영향의 증거로 보이는 60진법(六十進法)을 사용했다. 쇠(鐵)가 중국에 나타난 것은 BC 6세기경인데, 그것이 최초의 기록에 나타난 것은 BC 513년이다. 진(秦)의 시황제(始皇帝)는 수도 시설을 넓히고 도로망을 만들었으며, 만리장성을 구축하였다. 한(漢)의 여러 황제는 BC 124년에는 대학(大學)을 창건하였고, 나라의 통치를 위해 학자의 관료제도를 설립했다. 이 학자들은 대쪽(竹片)에 문장을 썼으나, 다음에는 견직(絹織)에, 나중에는 종이에 썼다. 종이는 AD 108년에 채윤(菜倫)이 발명하였다고 하는데, AD 150년경의 표본이 지금도 남아 있다. 한(漢)대의 기술상 두드러진 것은 종이의 발명뿐이 아니라 BC 100년경에는 자석(磁石)의 방향지시 작용을 발견하였고, 철을 최초로 주조한 기록이 있다. AD 31년의 한 저서에는 수평 수차(水車)가 활차(滑車)와 벨트에 의해서 풍구(송풍기)를 움직였다. 이것이 농기구 주조에 쓰이는 쇠(鐵)를 녹이기 위해 사용되었다고 한다. 그후 AD 290년에 수직(垂直) 수차가 나타나고 이와 더불어 해머의 작용으로 움직이는 수력(水力) 방아가 나타났다. 이와 같이 일찍 발달한 중국의 과학이 발전되지 않은 이유는 이론적 연구와 경험적 연구가 서로 분리되어 있는 데 있다.

### 천문학
중국의 천문학은 역서(曆書)의 제작으로 시작된다. 은대(殷代)에 이미 조잡한 태음태양력(太陰太陽曆)을 만들었다. 주대(周代)의 중엽에 윤달(閏月)을 넣는 규칙이 정확하여지고, 정연한 태음태양력이 만들어졌다. 또 BC 4세기경부터 행성(行星)을 관측했으며, 일·월식(日·月蝕)의 주기성 등이 주목되었다. BC 104년 한(漢) 무제(武帝)의 태초 원년(太初元年)에, '태초력(太初曆)'이 제정되었다. 이 태초력은 한말(漢末)에 유운(劉韻)에 의해 수정되어 '삼통력(三統曆)'으로 되었으며, 이것이 후세 역법의 표본이 되었다. 우주론(宇宙論)은 선진(先秦) 시대와 후한 시대에 활발하였다. 『주비산경』에는 개천설(蓋天說)이 자세히 기술되었다. 이 개천설에 대해서 후한의 장형(張衡)이 『혼천의(渾天儀)』에서 혼천설을 논했다. 천문학적으로 보아 주목할 만한 역법은 후한대 유홍(劉洪)의 『건상력(乾象曆)』이다. 이 역법에서 처음으로 달의 운동이 등속(等速)이 아니고, 현재 중심차(中心差)라고 불리는 불규칙성이 인정되었다. 이 발견으로 삭(朔)의 시각의 계산이 정확하게 되고, 드디어 일·월식의 예보 계산을 하게 되었다. 진대(晋代)에는 천문학자 우희(虞喜)가 세차(歲差)를 발견했다. 수대(隋代)의 역법 『황극력(皇極曆)』은 유탁의 것인데, 이것은 달뿐이 아니라 태양 운동의 불규칙성도 고려하여 실제의 합(合)에 의거해서 삭의 시각을 계산하는 정삭법(定朔法)이 채용되고 있다. 또 세차가 채택되어 윤달을 두는 법도 개량되었다. 이 역법은 실제로는 사용되지 않았으나, 당대(唐代)에 이르러 이양풍(李凉風)의 『의봉력(儀鳳曆)』으로 유탁의 이상이 실현되었다. 그 후의 역법으로는 원대(元代)의 곽수경(郭守敬)에 의한 『수시력(授時曆)』이 있다. 이것은 명대(明代)에 『대통력(大統曆)』이라고 개칭하여 사용되었다.

### 개천설
중국 고대의 우주관의 하나로, 하늘은 개립(蓋笠)꼴이며, 지상 8만리 상에서 덮여 있고, 북극의 부분이 삿갓의 중심이 되어 있다고 한다. 이 설은 고대 천문서 『주산비경』에 처음으로 보인다. 천(天)에 있는 태양 기타의 천체는 북극(北極)을 중심으로 하는 원 위에서 움직인다고 하며, 낮과 밤이 생기는 원인은 태양에 이르는 거리의 원근으로 설명되고 있다. 원시적인 우주관으로 인도에서 일어난 불교의 수미산설(須彌山說)과 많은 유사점이 있다. 그러나 이 두 설의 관련에 대해선 확실치 않다. 당대(唐代)에는 인도의 천문학이 들어왔고, 또 원·명(元·明) 시대에는 아라비아 천문학이 들어왔으나 큰 영향을 주지는 못했다. 그러나 명말(明末)에 기독교 선교사들에 의해서 서양의 천문서가 번역됨으로써 종래와는 달리 큰 영향을 주었다. 이 역서는 『서양 신법역서(西洋新法曆書)』라고 하였는데, 탕약망(Adam Schall) 등의 노력에 의한다. 청조(淸朝) 초에 이 서양신법에 의해서 계산된 역법이 『시헌서(時憲書)』의 이름으로 배포되었다. 천문기기로는 옛것으로는 비 또는 표(表)가 쓰였다. 한대에는 혼천의가 천문관측에 사용되어 관측이 상세하여졌다. 혼천의는 망원경이 발명되기 전에는 가장 정교한 관측기기였으며, 명대 혼천의는 지금도 보관되어 있다.

### 혼천설
천지를 계란 모양에 비유하여 하늘은 밖에 있으며, 난황(卵黃：地)을 싸고 일주운동(日周運動)을 한다. 난각(卵殼)의 표면에는 끝이 없고 그 모양이 혼혼연(渾渾然)하다 하여 혼천이라 하였다. 이 설의 기원은 확실하지 않으나, 후한(後漢)의 장형은 혼천의를 써서 혼천설을 상세히 기술하였다. 혼천의 그 자체는 전한(前漢) 때에 처음으로 나타나는 천문 관측기기로서, 혼천설은 이 기기의 출현과 밀접한 관계가 있는 듯하다. 개천설보다 발전된 일종의 지동설이다. 뒤에 개천(蓋天)과 혼천(渾天)의 시비가 논의되었다.

### 신야설
고대 중국의 우주관의 하나. 개천과 혼천에 대해서는 자세히 알려져 있으나 선야설은 분명하지가 않다. 후한의 채읍(菜邑)에 의하면, 선야설은 뒤가 이어지지 않았다고 한다. 『진서(晋書)』 '천문지'의 선야설은 다음과 같다. 일월중성(日月衆星)은 자연히 허공 중에 떠 있고, 기(氣)에 의해서 움직이기도 하고 멎기도 한다. 따라서 그 운동은 극히 불확실하다. AD 440년경 우희(虞喜)는 선야설에 의해서 『안천론(安天論)』을 만들었다고 하나, 이 설도 확실히 알려지지 않았다.

### 삼통력
BC 104년에서 84년까지 중국에서 쓰인 역법. 이 역법은 처음에 등평(鄧平)이 만들고, 뒤에 BC 1세기경 유운(劉韻)에 의해서 보수된 것이다. 유운의 삼통력은 적년(積年)의 법, 즉 일월 5성이 기준 위치에 왔을 때를 역(曆)의 근본적 기점(起點)으로 하는 법을 창시했다. 또 일식의 주기(周期)를 135개월로 하여 일식의 예보를 했고, 5성의 운동을 처음으로 역법에 취했으며, 더욱이 정확한 회합주기(수성 115.9일, 금성 584.13일 등)를 썼으며, 또 중기(中氣) 없는 달을 윤달로 하는 치윤(置閏)의 대원칙을 창시한 것 등이 역법 사상에 높이 평가되고 있다. 삼통력의 태양년(太陽年)은 365×385/1539일 (365.25016일)이고, 태음월(太陰月)은 29×43/81일 (29.530864일)이다.

### 혼천의
중국에서 천체의 위치를 측정하기 위해서 쓰인 기기. 육합의(六合儀)·삼진의(三辰儀)·사유의(四游儀)의 세 부분으로 되어 있다. 육합의는 최외부에 있는데, 3개의 고리(環)가 서로 맺고 있으며, 전부가 대의 지주(支柱)에 고정되어 있다. 삼진의는 이 안쪽에 있으며, 서로 맺는 4개의 고리가 남북 양극을 축(軸)으로 회전하게 되어 있다. 사유의는 가장 안쪽에 있고 남북 양극을 축으로 해서 회전하는 쌍환과 그 쌍환 중에서 남북으로 돌릴 수 있는 망통(望筒)이 있다. 이 망통은 임의의 방향으로 향하므로, 목적하는 천체로 돌려서 그 경위도(經緯度)를 알 수 있다. 아래쪽의 대에 새긴 홈통에는 물을 넣어 이 기기를 수평으로 유지한다. 가장 밖에 고정된 육합의는 지평권·홈적도권 및 각각 직교하는 자오권(子午圈)으로 되어 있어, 육합의와 사유의만으로도 적도(赤道)에 관한 천체의 위치를 측정할 수 있다. 삼진의에는 자오권 2개와 적도권 및 황도권(黃道圈)이 달려 있어, 황도에 관한 위치의 측정을 할 수 있다. 이상 모든 고리(環)에는 각각 눈금이 새겨져 있다. 천체의 위치를 알고자 하면 우선 28수(二八宿)의 표준성의 눈금을 육합의의 적도권 위에서 읽고, 다음에 목표의 천체를 망통에 넣어 각각에 대응하는 적도권 위의 눈금을 읽으면 양자의 차에서 표준성을 기준으로 한 적경차(赤經差), 즉 입수도(入宿度)를 알게 된다. 이 때에 사유의의 쌍환에 새긴 눈금에 의해서 북극 거리 즉 거극도(去極度)를 알게 된다. 미리 표준성의 위치를 알아두면 그 천체의 위치가 확정된다.

## 참고 문헌
- 이 문서에는 다음커뮤니케이션(현 카카오)에서 GFDL 또는 CC-SA 라이선스로 배포한 글로벌 세계대백과사전의 내용을 기초로 작성된 글이 포함되어 있습니다.